# Секретний агент (фільм, 1936)
«Секретний агент» або ж «Таємний агент» (англ. Secret Agent) — британський драматичний шпигунський фільм Альфреда Гічкока із виразними ознаками чорної комедії. Був знятий Гічкоком у Британії й вийшов на екрани у травні 1936 року. Кінострічку «Секретний агент» створено за низкою літературних творів, серед яких п'єса Кемпбелла Діксона, кілька оповідань та збірка новел знаменитого британського письменника Сомерсета Моема під загальною назвою «Ешенден, або Британський аґент». Власне, сам Моем часів Першої світової був таким аґентом. Один з найцікавіших фільмів Гічкока англійської періоду, на жаль, був свого часу недооцінений публікою. Одним з авторів сценарію виступила дружина режисера Альма Ревілл.

## Сюжет
Як відомо, аґенти секретних спеціальних служб, різні там шпигуни, за природою своєї діяльности, не відзначаються дотриманням моральних приписів. Це люди, без жодного перебільшення, цинічні. Услід їхній природі Гічкок і вибудував драматургію своєї стрічки.
Сюжет картини розгортається за часів Першої світової війни. Британський аґент Едґар Броді має на території Швейцарії ліквідувати аґента німецького. Він не один, його помічники — Ельза Керрінґтон, що зображає його дружину, і мексиканець — кілер. Разом вони зупиняються в готелі «Excelsior».
У результаті помилки вони вбивають не ту людину, а німецький агент залишається неушкодженим. В руці у вбитого залишилася відірваний ґудзик, який і послужив причиною фатальної помилки. Після того, як завдання виконане, виявляється, що сталася помилка — вбито іншу людину.

## У ролях
| Актор               | Роль                               |
| ------------------- | ---------------------------------- |
| Джон Ґілґуд         | Річард Ешенден                     |
| Медлін Керол        | Ельза Каррінґтон                   |
| Пітер Лоррен        | генерал                            |
| Роберт Янґ          | Роберт Марвін                      |
| Персі Мармот        | Кейпор                             |
| Флоренс Кан         | місіс Кайпор                       |
| Чарлз Карсон        | А                                  |
| Ліллі Палмер        | Ліллі                              |
| Андреас Маландрінос | керуючий                           |
| Мішель Сен-Дені     | кучер                              |
| Дарвін Сентор       | працівник організації «Critic's M» |

## Нагороди і номінації[2]
| Рік  | Нагорода                          | Категорія                 | Номінант | Результат |
| ---- | --------------------------------- | ------------------------- | -------- | --------- |
| 1936 | Національна рада кінокритиків США | Найкращий іноземний фільм |          | Перемога  |